# Osmia turneri
Osmia turneri är en biart som beskrevs av Cockerell 1937. Osmia turneri ingår i släktet murarbin, och familjen buksamlarbin. Inga underarter finns listade i Catalogue of Life.